# San Vito al Tagliamento
San Vito al Tagliamento es una localidad y comune italiana de la provincia de Pordenone, región de Friuli-Venecia Julia, con 14.896 habitantes.

## Evolución demográfica
| Gráfica de evolución demográfica de San Vito al Tagliamento entre 1861 y 2001 |
|                                                                               |
| Fuente ISTAT - elaboración gráfica de Wikipedia                               |